# 江見
江見（？—1841年），台灣清治時期中型民變首腦。1841年鴉片戰爭期間，英國船艦攻擊台北雞籠，本駐台南台灣兵備道姚瑩率軍前往基隆對抗。居住嘉義縣民江見趁機與林旺、張缺嘴等200餘人9月武裝起事。姚瑩風聞後，再趕往嘉義派兵督率廳縣委員及義首屯勇和達洪阿前往平變。之後任反抗軍兵帥的江見連同其他領袖生擒後遭殺。 （页面存档备份，存于）